# NFL Draft 2017
Der NFL Draft 2017 war der 82. Auswahlprozess neuer Spieler (Draft) im American Football für die Saison 2017 der National Football League (NFL). Der Draft fand vom 27. bis 29. April 2017 statt. Erstmals nach über 50 Jahren fand er wieder in Philadelphia statt, vor dem Philadelphia Museum of Art, und damit erstmals unter freiem Himmel.

## Hintergrund

### Mannschaften

#### AFC East
Für die Buffalo Bills war dies der erste Draft unter dem neuen Trainerstab. Als größte Schwäche galt die Defense, welche durch das Fehlen von Leistungsträgern wie Safety Aaron Williams und Cornerback Stephon Gilmore zusätzlich belastet war. Aber auch bei den Wide Receivern und auf der Position des rechten Tackles gab es Bedarf.
Die Miami Dolphins galten als gut aufgestellt. Nachdem sie in der Free Agency wichtige Lücken schließen konnten, galten nur noch der Pass Rush und die Position des Guards als durch den Draft dringend verbesserungsbedürftig.
Die New York Jets konnten 2016 nur fünf Spiele gewinnen. Als Hauptursache galten die schlechten Leistungen von Quarterback Ryan Fitzpatrick. Nach dessen Entlassung und dem Abgang Geno Smiths fehlte den Jets ein Spielmacher. Sie konnten zwar Josh McCown verpflichten, der aber mit 37 Jahren keine Dauerlösung sein konnte. Deshalb galt es als wahrscheinlich, dass die Jets einen Quarterback draften würden. Zudem hatten die Jets mit Center Nick Mangold, Cornerback Darrelle Revis und Wide Receiver Brandon Marshall drei ihrer fünf besten Spieler verloren, für die sie entsprechenden Ersatz benötigten. Zusätzlich existierten qualitative Probleme auf den Positionen Runningback, Tackle, Kicker und Safety.
Die New England Patriots durften nach mehreren Trades (englisch Tausch) erst in der dritten Runde ihren ersten Spieler auswählen. Dem Meister wurden jedoch auch nicht sehr viele Schwächen zugesprochen. Der Verlust von LeGarrette Blount galt als einziges größeres Problem, nachdem das Franchise den Abgang von Defensive End Chris Long adäquat ersetzen und einen guten Backup für Tight End Rob Gronkowski finden konnte. Auch das Draften eines Quarterbacks, um Tom Brady in den kommenden Saisons ersetzen zu können, galt als Option.

#### AFC North
Die Baltimore Ravens mussten mehrere Baustellen schließen. In der Offense bröckelte die Offensive Line und auch die Runningbacks galten als unterdurchschnittlich. In der Defense brauchte es Verstärkung bei den Linebackern und der Defensive Line.
Die Cincinnati Bengals hatten in der Free Agency zwei wichtige Spieler der Offensive Line verloren, weshalb es als wahrscheinlich galt, dass sie dort im Draft nachrüsten würden. Als weitere Baustelle galt die Passverteidigung, wodurch für die Bengals Defensive Backs und Edge Rusher in den Fokus des Drafts gerieten.
Die Cleveland Browns durften erstmals seit 17 Jahren wieder an erster Stelle wählen. Dank eines Tausches mit den Philadelphia Eagles durften sie in der ersten Runde sogar zwei Spieler auswählen. Für die Browns war dies nichts Ungewöhnliches mehr: In den fünf vorangegangenen Drafts durften sie drei Mal in der ersten Runde doppelt wählen. Ausgezahlt hat sich dies jedoch nicht. In der Free Agency vor dem Draft hatten die Browns ihre Offensive Line verstärkt und Brock Osweiler als Quarterback von den Houston Texans geholt. Dennoch benötigten die Browns auf allen Positionen Verstärkung. Als Gesamterster wurde allgemein Defensive End Myles Garrett gehandelt, der den Pass Rush der auf Platz 31 gelisteten Defense der Browns hätte unterstützen können. Gestützt wurde diese Annahme durch sehr positive Äußerungen des Defensive Coordinators der Browns über Garrett und die kaum vorhandene Free-Agency-Tätigkeit der Browns in diesem Bereich.
Die Pittsburgh Steelers waren mit Quarterback Ben Roethlisberger, Wide Receiver Antonio Brown, Runningback Le’Veon Bell und einer funktionierenden Offensive Line in der Offense gut aufgestellt. In der Defense gab es hingegen Handlungsbedarf. Besonders bei den Linebackern und den Defensive Backs wurden Draftaktivitäten angenommen.

#### AFC South
Für die Indianapolis Colts bestand die Chance, im Draft die Offensive Line zu verstärken. Im Vorjahr hatte diese vor allem in der Pass Protection nicht glänzen können und nach den Buffalo Bills die zweitmeisten Sacks zugelassen. Auch die zweite Verteidigungsreihe der Colts galt als unzureichend und angesichts des überdurchschnittlich guten Angebots an Linebackern bestanden auch hier Verstärkungsmöglichkeiten.
Die Jacksonville Jaguars waren in den Jahren zuvor eines der aktivsten Teams der Free Agency gewesen, was sich bislang jedoch nicht rentiert hatte. Auch im ersten Jahr unter dem neuen Vizepräsidenten Tom Coughlin hatte sich dies nicht geändert. So verstärkten sie sich unter anderem mit Safety Barry Church und Defensive End Calais Campbell. Als durch den Draft zu behebende Schwächen wurden die Offensive Line und die Runningback-Positionen vorangestellt.
Die Tennessee Titans hatten dank früher Draftpositionen in den vorangegangenen Saisons ihren Kader mit guten jungen Spielern aufwerten können. In der Free Agency hatten sie dank einiger Verpflichtungen die meisten Schwächen korrigieren und den Kader möglicherweise stabilisieren können. Einziges Sorgenkind blieben die Wide Receiver. Den Titans wurde daher ein nahezu positionsunabhängiger Draft zugesprochen.
Den Houston Texans wurden Probleme bei den Quarterbacks und der Rückraumverteidigung nachgesagt. Angesichts der hinteren Draftposition wurden ihnen vor allem bei den Quarterbacks wenig Chancen auf einen großen Erfolg zugesprochen. Zusätzlich benötigten die Texaner gute Linebacker und Defensive Ends um ihre Stammspieler entlasten zu können.

#### AFC West
Die Denver Broncos hatten nach ihrem Super-Bowl-Sieg in der Saison 2015 in der Folgesaison nicht an die Leistungen anknüpfen können. Grund dafür war vor allem der Abgang von Leistungsträgern in der Verteidigung. Hier sollte nach Möglichkeit beim Draft nachgebessert werden. Auch in der Offensive Line sollte es zu Aktivitäten kommen.
Bei den Kansas City Chiefs bot sich in diesem Draft die Chance, nach der Entlassung von Jamaal Charles das Laufspiel aufzurüsten. Auch benötigten die Chiefs mehr Tiefe bei den Guards. Auf der anderen Seite des Balles fehlte es den Chiefs vor allem an zuverlässigen Linebackern und Defensive Linemen.
Bei den Los Angeles Chargers wurden mehrere Probleme verortet. In der Defense wurde nur den Linebackern Konstanz zugesprochen. In der Offense sollte es den Chargers an guten Wide Receivern mangeln und eine Guard-Stelle galt noch als gänzlich offen und sollte durch den Draft geschlossen werden. Des Weiteren galt ein Quarterback, der zum Nachfolger von Philip Rivers aufgebaut werden sollte, als mögliche Draftwahl.
Für die Oakland Raiders gab es nach dem Abgang von Latavius Murray Bedarf auf der Position des Runningbacks. Auf der Position des Linebackers gab es zusätzlichen Bedarf, der im Draft hätte verbessert werden können.

#### NFC East
Nach der herausragenden Vorsaison hatten zwei Offensive Linemen und die gesamte Starting-Secondary die Dallas Cowboys verlassen. Hier benötigten sie daher dringend Verbesserungen. Auch beim Pass Rush und den Tight Ends gab es Bedarf.
Den New York Giants fehlte es seit Jahren an einem guten Left Tackle. Nachdem die Offensive Linemen der vergangenen Drafts sich bei den Giants auf dieser Position nicht bewähren konnten, galt es als wahrscheinlich, dass die Giants hier erneut ihr Glück versuchen würden. Zusätzlich fehlte es ihnen an einem guten Runningback und Tight End. Auch ein guter Backup-Quarterback für Eli Manning wurde gebraucht. In der Defensive gab es keine großen Baustellen, nachdem hier in den vergangenen Jahren stetig gearbeitet worden war, jedoch konnten in der Front Seven bessere Ersatzspieler gebraucht werden.
Nachdem die beiden Starter aus der Vorsaison nicht mehr im Team waren, benötigten die Philadelphia Eagles zwei neue Cornerbacks. Auch bei den Runningbacks fehlte ein Spieler, dem eine Vielzahl an Läufen zugetraut werden konnte. Zusätzlich bestand ein Bedarf an Pass Rushern.
Nachdem die Washington Redskins in der Free Agency die gesamte Starting-Defensive-Line gehen lassen hatten, fehlte es ihnen auf diesen Positionen an Spielern. Zwar waren bereits zwei neue Defensive Linemen verpflichtet worden, dennoch musste ein Platz noch durch den Draft besetzt werden. Auch bei den Linebackern war die Qualität nicht optimal. Ex-General-Manager Scott McCloughan war ein Freund des positionsunspezifischen Draft gewesen – ob jedoch nach seiner Entlassung der Plan aufrechterhalten würde, war ungewiss.

#### NFC North
Die Chicago Bears hatten besonders Probleme auf den Positionen des Quarterbacks und der Defensive Backs. Nachdem sie alle Quarterbacks des Vorjahres losgeworden waren, verpflichteten sie zwar in der Free Agency Mike Glennon und Mark Sanchez, dennoch wurde die Wahl eines Quarterbacks in den mittleren bis späten Runden erwartet. Früher wurde die Schließung der Lücken bei den Defensive Backs und insbesondere bei den Cornerbacks erwartet.
Die Detroit Lions benötigten vor allem einen besseren Pass Rush, weshalb sich der Draft auf die Front Seven konzentrieren hätte sollen. Offensiv benötigten die Lions eine Aufrüstung bei den Runningbacks.
Die Green Bay Packers besaßen einen relativ stabilen Kader. Hauptsorge waren die Secondary und die Linebacker, welche dementsprechend viel Zuwendung im Draft bekommen sollten.
Die Minnesota Vikings hatten nach der Entlassung von Runningback Adrian Peterson mit Latavius Murray in der Free Agency einen guten Ersatz holen können, aufgrund dessen Verletzungsanfälligkeit und für Runningbacks bereits fortgeschrittenen Alters wurde jedoch trotzdem die Wahl eines Läufers im Draft erwartet. Auch die Offensive Line sollte verstärkt werden. In der Defense benötigten die Vikings einen Ersatz für Captain Munnerlyn und Pass Rusher in der Defensive Line.

#### NFC South
Die Atlanta Falcons waren in der Vorsaison eine der stärksten Mannschaften der Liga gewesen und hatten den Titel nur knapp verpasst. Dies lag vor allem an der Offense. In der Defense der Falcons konnten sich nur wenige Spieler besonders hervorheben. Deshalb war dies auch die Hauptarbeitsstelle in der Free Agency. Dennoch wurde den Falcons auch für den Draft eine Verstärkung bei den Linebackern und der Defensive Line nahegelegt.
Die Carolina Panthers benötigten Verbesserungen bei den Runningbacks, Wide Receivern und in der Offensive Line. Auch bei der Defensive Line gab es Verbesserungsbedarf, jedoch wurde aufgrund geringerer Dringlichkeit hier nicht mit frühen Draftaktivitäten gerechnet.
Für die New Orleans Saints galten die Positionen der Cornerbacks und Pass Rusher als schlecht besetzt, weshalb hier im Draft mit Verstärkungen gerechnet wurde. Aber auch ein Nachfolger für den zum Draftzeitpunkt bereits 38-jährigen Quarterback Drew Brees galt als potentieller Draftkandidat.
Den Tampa Bay Buccaneers wurde sowohl eine adäquate Laufverteidigung und Passspiel zugesprochen. Verbesserungsbedarf wurde bei den Runningbacks und den durch Abgänge geschwächten Defensive Backs gesehen.

#### NFC West
Die Arizona Cardinals benötigten auf den Positionen Quarterback und Wide Receiver frisches Blut, um ihre alternden Stars ersetzen zu können. In der Offensive Line und bei den Cornerbacks wurde Ersatz benötigt, um die in die Free Agency entlassenen Stammspieler zu ersetzen. Auch ein neuer Inside Linebacker wurde benötigt, da der bisherige, Deone Bucannon, nur durchschnittliche Leistungen gezeigt hatte.
Den Los Angeles Rams wurde ein Bedarf an Offensive Linemen, Wide Receivern und Cornerbacks nachgesagt. Zwar konnte in der Free Agency mit Tackle Andrew Whitworth einer der besten Spieler seiner Position verpflichtet werden, jedoch galt dieser mit einem Alter von 35 Jahren nicht als Langzeitlösung.
Bei den San Francisco 49ers wurde unter dem neuen Head Coach Kyle Shanahan und General Manager John Lynch alles in Frage gestellt. Dementsprechend war es in der Free Agency zu sehr großen Aktivitäten gekommen. So hatten sie die Wide Receiver und die Offensive Line bereits verstärken und auch für die Quarterbacks eine Zwischenlösung finden können. Bedarf bestand aber weiterhin bei den Tight Ends, den Runningbacks und auch ein guter Tackle wurde noch gebraucht. In der Defense bestand Bedarf bei den Linebackern und bei den Pass Rushern. Da die 49ers bereits in den vergangenen zwei Drafts ihre Defensive Line in der ersten Runde verbessert hatten, galt es als unwahrscheinlich, dass ein Defensive Lineman gedraftet werden würde, der kein Pass-Rush-Spezialist ist.
Die Seattle Seahawks galten als gut aufgestellt. In der Free Agency hatten sie mit Luke Joeckel und Oday Aboushi ihre Offensive Line verstärkt. Da diese jedoch weiterhin ihre größte Schwäche darstellte, wurden dort erneut Draftauswahlen erwartet. Ansonsten wurde erwartet, dass vor allem die Entlastung der Stammspieler im Vordergrund stehen würde.

### Glücksspiel
Vor dem Draft erlaubte die Glücksspielbehörde von Nevada erstmals Wetten auf den Draft. Um den Einfluss von Wetten auf den Draft auszuschließen, wurden nur Wetten erlaubt, die weder team- noch spielerspezifisch sind.

### Regeländerung
Ab diesem Draft ist es den Teams erlaubt ihre Compensatory Picks zu tauschen.

## Übertragungen
In den Vereinigten Staaten übertrugen die Fernsehsender ESPN und NFL Network den Draft. Im Internet wurde er von WatchESPN, NFL Now und auf nfl.com gestreamt. Im deutschsprachigen Raum wurde die erste Runde bei ProSieben Maxx und auf ran.de übertragen. Im Vereinigten Königreich wurden Tag eins und zwei auf Sky Sports 1 gezeigt und Tag drei auf skysports.com gestreamt.

## Ausgewählte Spieler
| Runde | Nr. | Team                 | Spieler                                                                                  | Position                                                                                 | College                                                                                  | Bemerkung |
| ----- | --- | -------------------- | ---------------------------------------------------------------------------------------- | ---------------------------------------------------------------------------------------- | ---------------------------------------------------------------------------------------- | --- |
| 1     | 1   | Cleveland Browns     | Myles Garrett                                                                            | Defensive End                                                                            | Texas A&M                                                                                | |
| 1     | 2   | Chicago Bears        | Mitchell Trubisky                                                                        | Quarterback                                                                              | North Carolina                                                                           | Draftrecht von den San Francisco 49ers erhalten                                                              |
| 1     | 3   | San Francisco 49ers  | Solomon Thomas                                                                           | Defensive End                                                                            | Stanford                                                                                 | Draftrecht von den Chicago Bears erhalten                                                                    |
| 1     | 4   | Jacksonville Jaguars | Leonard Fournette                                                                        | Runningback                                                                              | LSU                                                                                      | |
| 1     | 5   | Tennessee Titans     | Corey Davis                                                                              | Wide Receiver                                                                            | Western Michigan                                                                         | Draftrecht von den Los Angeles Rams erhalten                                                                 |
| 1     | 6   | New York Jets        | Jamal Adams                                                                              | Safety                                                                                   | LSU                                                                                      | |
| 1     | 7   | Los Angeles Chargers | Mike Williams                                                                            | Wide Receiver                                                                            | Clemson                                                                                  | |
| 1     | 8   | Carolina Panthers    | Christian McCaffrey                                                                      | Runningback                                                                              | Stanford                                                                                 | |
| 1     | 9   | Cincinnati Bengals   | John Ross                                                                                | Wide Receiver                                                                            | Washington                                                                               | |
| 1     | 10  | Kansas City Chiefs   | Patrick Mahomes                                                                          | Quarterback                                                                              | Texas Tech                                                                               | Draftrecht von den Buffalo Bills erhalten                                                                    |
| 1     | 11  | New Orleans Saints   | Marshon Lattimore                                                                        | Cornerback                                                                               | Ohio State                                                                               | |
| 1     | 12  | Houston Texans       | Deshaun Watson                                                                           | Quarterback                                                                              | Clemson                                                                                  | Draftrecht von den Philadelphia Eagles via Cleveland Browns erhalten                                         |
| 1     | 13  | Arizona Cardinals    | Haason Reddick                                                                           | Linebacker                                                                               | Temple                                                                                   | |
| 1     | 14  | Philadelphia Eagles  | Derek Barnett                                                                            | Defensive End                                                                            | Tennessee                                                                                | Draftrecht von den Minnesota Vikings erhalten                                                                |
| 1     | 15  | Indianapolis Colts   | Malik Hooker                                                                             | Safety                                                                                   | Ohio State                                                                               | |
| 1     | 16  | Baltimore Ravens     | Marlon Humphrey                                                                          | Cornerback                                                                               | Alabama                                                                                  | |
| 1     | 17  | Washington Redskins  | Jonathan Allen                                                                           | Defensive End                                                                            | Alabama                                                                                  | |
| 1     | 18  | Tennessee Titans     | Adoree’ Jackson                                                                          | Cornerback                                                                               | USC                                                                                      | |
| 1     | 19  | Tampa Bay Buccaneers | O. J. Howard                                                                             | Tight End                                                                                | Alabama                                                                                  | |
| 1     | 20  | Denver Broncos       | Garett Bolles                                                                            | Tackle                                                                                   | Utah                                                                                     | |
| 1     | 21  | Detroit Lions        | Jarrad Davis                                                                             | Linebacker                                                                               | Florida                                                                                  | |
| 1     | 22  | Miami Dolphins       | Charles Harris                                                                           | Defensive End                                                                            | Mizzou                                                                                   | |
| 1     | 23  | New York Giants      | Evan Engram                                                                              | Tight End                                                                                | Ole Miss                                                                                 | |
| 1     | 24  | Oakland Raiders      | Gareon Conley                                                                            | Cornerback                                                                               | Ohio State                                                                               | |
| 1     | 25  | Cleveland Browns     | Jabrill Peppers                                                                          | Safety                                                                                   | Michigan                                                                                 | Draftrecht von den Houston Texans erhalten                                                                   |
| 1     | 26  | Atlanta Falcons      | Takkarist McKinley                                                                       | Defensive End                                                                            | UCLA                                                                                     | Draftrecht von den Seattle Seahawks erhalten                                                                 |
| 1     | 27  | Buffalo Bills        | Tre’Davious White                                                                        | Cornerback                                                                               | LSU                                                                                      | Draftrecht von den Kansas City Chiefs erhalten                                                               |
| 1     | 28  | Dallas Cowboys       | Taco Charlton                                                                            | Defensive End                                                                            | Michigan                                                                                 | |
| 1     | 29  | Cleveland Browns     | David Njoku                                                                              | Tight End                                                                                | Miami                                                                                    | Draftrecht von den Green Bay Packers erhalten                                                                |
| 1     | 30  | Pittsburgh Steelers  | T. J. Watt                                                                               | Linebacker                                                                               | Wisconsin                                                                                | |
| 1     | 31  | San Francisco 49ers  | Reuben Foster                                                                            | Linebacker                                                                               | Alabama                                                                                  | Draftrecht von den Atlanta Falcons via Seattle Seahawks erhalten                                             |
| 1     | 32  | New Orleans Saints   | Ryan Ramczyk                                                                             | Tackle                                                                                   | Wisconsin                                                                                | Draftrecht von den New England Patriots erhalten                                                             |
| 2     | 33  | Green Bay Packers    | Kevin King                                                                               | Cornerback                                                                               | Washington                                                                               | Draftrecht von den Cleveland Browns erhalten                                                                 |
| 2     | 34  | Jacksonville Jaguars | Cam Robinson                                                                             | Tackle                                                                                   | Alabama                                                                                  | Draftrecht von den San Francisco 49ers via Seattle Seahawks erhalten                                         |
| 2     | 35  | Seattle Seahawks     | Malik McDowell                                                                           | Defensive Tackle                                                                         | Michigan State                                                                           | Draftrecht von den Jacksonville Jaguars erhalten                                                             |
| 2     | 36  | Arizona Cardinals    | Budda Baker                                                                              | Safety                                                                                   | Washington                                                                               | Draftrecht von den Chicago Bears erhalten                                                                    |
| 2     | 37  | Buffalo Bills        | Zay Jones                                                                                | Wide Receiver                                                                            | East Carolina                                                                            | Draftrecht von den Los Angeles Rams erhalten                                                                 |
| 2     | 38  | Los Angeles Chargers | Forrest Lamp                                                                             | Guard                                                                                    | Western Kentucky                                                                         | |
| 2     | 39  | New York Jets        | Marcus Maye                                                                              | Safety                                                                                   | Florida                                                                                  | |
| 2     | 40  | Carolina Panthers    | Curtis Samuel                                                                            | Wide Receiver                                                                            | Ohio State                                                                               | |
| 2     | 41  | Minnesota Vikings    | Dalvin Cook                                                                              | Runningback                                                                              | Florida State                                                                            | Draftrecht von den Cincinnati Bengals erhalten                                                               |
| 2     | 42  | New Orleans Saints   | Marcus Williams                                                                          | Safety                                                                                   | Utah                                                                                     | Draftrecht von den Buffalo Bills erhalten                                                                    |
| 2     | 43  | Philadelphia Eagles  | Sidney Jones                                                                             | Cornerback                                                                               | Washington                                                                               | |
| 2     | 44  | Los Angeles Rams     | Gerald Everett                                                                           | Tight End                                                                                | South Alabama                                                                            | |
| 2     | 45  | Chicago Bears        | Adam Shaheen                                                                             | Tight End                                                                                | Ashland                                                                                  | Draftrecht von den Arizona Cardinals erhalten                                                                |
| 2     | 46  | Indianapolis Colts   | Quincy Wilson                                                                            | Cornerback                                                                               | Florida                                                                                  | Draftrecht von den Minnesota Vikings erhalten                                                                |
| 2     | 47  | Baltimore Ravens     | Tyus Bowser                                                                              | Outside Linebacker                                                                       | Houston                                                                                  | |
| 2     | 48  | Cincinnati Bengals   | Joe Mixon                                                                                | Runningback                                                                              | Oklahoma                                                                                 | |
| 2     | 49  | Washington Redskins  | Ryan Anderson                                                                            | Outside Linebacker                                                                       | Alabama                                                                                  | |
| 2     | 50  | Tampa Bay Buccaneers | Justin Evans                                                                             | Safety                                                                                   | Texas A&M                                                                                | |
| 2     | 51  | Denver Broncos       | DeMarcus Walker                                                                          | Defensive End                                                                            | Florida State                                                                            | |
| 2     | 52  | Cleveland Browns     | DeShone Kizer                                                                            | Quarterback                                                                              | Notre Dame                                                                               | Draftrecht von den Tennessee Titans erhalten                                                                 |
| 2     | 53  | Detroit Lions        | Teez Tabor                                                                               | Cornerback                                                                               | Florida                                                                                  | |
| 2     | 54  | Miami Dolphins       | Raekwon McMillan                                                                         | Linebacker                                                                               | Ohio State                                                                               | |
| 2     | 55  | New York Giants      | Dalvin Tomlinson                                                                         | Defensive Tackle                                                                         | Alabama                                                                                  | |
| 2     | 56  | Oakland Raiders      | Obi Melifonwu                                                                            | Safety                                                                                   | Connecticut                                                                              | |
| 2     | 57  | Houston Texans       | Zach Cunningham                                                                          | Linebacker                                                                               | Vanderbilt                                                                               | |
| 2     | 58  | Seattle Seahawks     | Ethan Pocic                                                                              | Center                                                                                   | LSU                                                                                      | |
| 2     | 59  | Kansas City Chiefs   | Tanoh Kpassagnon                                                                         | Defensive End                                                                            | Villanova                                                                                | |
| 2     | 60  | Dallas Cowboys       | Chidobe Awuzie                                                                           | Cornerback                                                                               | Colorado                                                                                 | |
| 2     | 61  | Green Bay Packers    | Josh Jones                                                                               | Safety                                                                                   | North Carolina State                                                                     | |
| 2     | 62  | Pittsburgh Steelers  | JuJu Smith-Schuster                                                                      | Wide Receiver                                                                            | USC                                                                                      | |
| 2     | 63  | Buffalo Bills        | Dion Dawkins                                                                             | Guard                                                                                    | Temple                                                                                   | Draftrecht von den Atlanta Falcons erhalten                                                                  |
| 2     | 64  | Carolina Panthers    | Taylor Moton                                                                             | Guard                                                                                    | Western Michigan                                                                         | Draftrecht von den New England Patriots erhalten                                                             |
| 3     | 65  | Cleveland Browns     | Larry Ogunjobi                                                                           | Defensive Tackle                                                                         | North Carolina Charlotte                                                                 | |
| 3     | 66  | San Francisco 49ers  | Ahkello Witherspoon                                                                      | Cornerback                                                                               | Colorado                                                                                 | |
| 3     | 67  | New Orleans Saints   | Alvin Kamara                                                                             | Runningback                                                                              | Tennessee                                                                                | Draftrecht von den Chicago Bears via San Francisco 49ers erhalten                                            |
| 3     | 68  | Jacksonville Jaguars | Dawuane Smoot                                                                            | Defensive End                                                                            | Illinois                                                                                 | |
| 3     | 69  | Los Angeles Rams     | Cooper Kupp                                                                              | Wide Receiver                                                                            | Eastern Washington                                                                       | |
| 3     | 70  | Minnesota Vikings    | Pat Elflein                                                                              | Center                                                                                   | Ohio State                                                                               | Draftrecht von den New York Jets erhalten                                                                    |
| 3     | 71  | Los Angeles Chargers | Dan Feeney                                                                               | Guard                                                                                    | Indiana                                                                                  | |
| 3     | 72  | Tennessee Titans     | Taywan Taylor                                                                            | Wide Receiver                                                                            | Western Kentucky                                                                         | Draftrecht von den Carolina Panthers via New England Patriots erhalten                                       |
| 3     | 73  | Cincinnati Bengals   | Jordan Willis                                                                            | Outside Linebacker                                                                       | Kansas State                                                                             | |
| 3     | 74  | Baltimore Ravens     | Chris Wormley                                                                            | Defensive End                                                                            | Michigan                                                                                 | Draftrecht von den Buffalo Bills erhalten                                                                    |
| 3     | 75  | Atlanta Falcons      | Duke Riley                                                                               | Linebacker                                                                               | LSU                                                                                      | |
| 3     | 76  | New Orleans Saints   | Alex Anzalone                                                                            | Linebacker                                                                               | Florida                                                                                  | Draftrecht von den Philadelphia Eagles erhalten                                                              |
| 3     | 77  | Carolina Panthers    | Daeshon Hall                                                                             | Defensive End                                                                            | Texas A&M                                                                                | Draftrecht von den Arizona Cardinals erhalten                                                                |
| 3     | 78  | Baltimore Ravens     | Tim Williams                                                                             | Outside Linebacker                                                                       | Alabama                                                                                  | Draftrecht von den Minnesota Vikings erhalten                                                                |
| 3     | 79  | New York Jets        | ArDarius Stewart                                                                         | Wide Receiver                                                                            | Alabama                                                                                  | |
| 3     | 80  | Indianapolis Colts   | Tarell Basham                                                                            | Defensive End                                                                            | Ohio                                                                                     | |
| 3     | 81  | Washington Redskins  | Fabian Moreau                                                                            | Cornerback                                                                               | UCLA                                                                                     | |
| 3     | 82  | Denver Broncos       | Carlos Henderson                                                                         | Wide Receiver                                                                            | Louisiana Tech                                                                           | |
| 3     | 83  | New England Patriots | Derek Rivers                                                                             | Defensive End                                                                            | Youngstown State                                                                         | Draftrecht von den Tennessee Titans erhalten                                                                 |
| 3     | 84  | Tampa Bay Buccaneers | Chris Godwin                                                                             | Wide Receiver                                                                            | Penn State                                                                               | |
| 3     | 85  | New England Patriots | Antonio Garcia                                                                           | Tackle                                                                                   | Troy                                                                                     | Draftrecht von den Detroit Lions erhalten                                                                    |
| 3     | 86  | Kansas City Chiefs   | Kareem Hunt                                                                              | Runningback                                                                              | Toledo                                                                                   | Draftrecht von den Miami Dolphins via Minnesota Vikings erhalten                                             |
| 3     | 87  | New York Giants      | Davis Webb                                                                               | Quarterback                                                                              | California                                                                               | |
| 3     | 88  | Oakland Raiders      | Eddie Vanderdoes                                                                         | Defensive Tackle                                                                         | UCLA                                                                                     | |
| 3     | 89  | Houston Texans       | D’Onta Foreman                                                                           | Runningback                                                                              | Texas                                                                                    | |
| 3     | 90  | Seattle Seahawks     | Shaquill Griffin                                                                         | Defensive Back                                                                           | Central Florida                                                                          | |
| 3     | 91  | Los Angeles Rams     | John Johnson III                                                                         | Safety                                                                                   | Boston College                                                                           | Draftrecht von den Kansas City Chiefs via Buffalo Bills erhalten                                             |
| 3     | 92  | Dallas Cowboys       | Jourdan Lewis                                                                            | Cornerback                                                                               | Michigan                                                                                 | |
| 3     | 93  | Green Bay Packers    | Montravius Adams                                                                         | Defensive Tackle                                                                         | Auburn                                                                                   | |
| 3     | 94  | Pittsburgh Steelers  | Cameron Sutton                                                                           | Cornerback                                                                               | Tennessee                                                                                | |
| 3     | 95  | Seattle Seahawks     | Delano Hill                                                                              | Strong Safety                                                                            | Michigan                                                                                 | Draftrecht von den Atlanta Falcons erhalten                                                                  |
| 3     | 96  | Detroit Lions        | Kenny Golladay                                                                           | Wide Receiver                                                                            | Northern Illinois                                                                        | Draftrecht von den New England Patriots erhalten                                                             |
| 3     | 97  | Miami Dolphins       | Cordrea Tankersley                                                                       | Cornerback                                                                               | Clemson                                                                                  | Compensatory Pick                                                                                            |
| 3     | 98  | Arizona Cardinals    | Chad Williams                                                                            | Wide Receiver                                                                            | Grambling State                                                                          | Draftrecht von den Carolina Panthers erhalten Compensatory Pick                                              |
| 3     | 99  | Philadelphia Eagles  | Rasul Douglas                                                                            | Cornerback                                                                               | West Virginia                                                                            | Compensatory Pick Draftrecht von den Baltimore Ravens erhalten                                               |
| 3     | 100 | Tennessee Titans     | Jonnu Smith                                                                              | Tight End                                                                                | Florida International                                                                    | Compensatory Pick Draftrecht von den Los Angeles Rams erhalten                                               |
| 3     | 101 | Denver Broncos       | Brendan Langley                                                                          | Cornerback                                                                               | Lamar                                                                                    | Compensatory Pick                                                                                            |
| 3     | 102 | Seattle Seahawks     | Nazair Jones                                                                             | Defensive Tackle                                                                         | North Carolina                                                                           | Compensatory Pick                                                                                            |
| 3     | 103 | New Orleans Saints   | Trey Hendrickson                                                                         | Outside Linebacker                                                                       | Florida Atlantic                                                                         | Compensatory Pick Draftrecht von den Cleveland Browns via New England Patriots erhalten                      |
| 3     | 104 | San Francisco 49ers  | C. J. Beathard                                                                           | Quarterback                                                                              | Iowa                                                                                     | Draftrecht von den Kansas City Chiefs via Minnesota Vikings erhalten Compensatory Pick                       |
| 3     | 105 | Pittsburgh Steelers  | James Conner                                                                             | Runningback                                                                              | Pittsburgh                                                                               | Compensatory Pick                                                                                            |
| 3     | 106 | Seattle Seahawks     | Amara Darboh                                                                             | Wide Receiver                                                                            | Michigan                                                                                 | Compensatory Pick                                                                                            |
| 3     | 107 | Tampa Bay Buccaneers | Kendell Beckwith                                                                         | Inside Linebacker                                                                        | LSU                                                                                      | Draftrecht von den New York Jets erhalten Compensatory Pick                                                  |
| 4     | 108 | Green Bay Packers    | Vince Biegel                                                                             | Linebacker                                                                               | Wisconsin                                                                                | Draftrecht von den Cleveland Browns erhalten                                                                 |
| 4     | 109 | Minnesota Vikings    | Jaleel Johnson                                                                           | Defensive Tackle                                                                         | Iowa                                                                                     | Draftrecht von den San Francisco 49ers erhalten                                                              |
| 4     | 110 | Jacksonville Jaguars | Dede Westbrook                                                                           | Wide Receiver                                                                            | Oklahoma                                                                                 | |
| 4     | 111 | Seattle Seahawks     | Tedric Thompson                                                                          | Safety                                                                                   | Colorado                                                                                 | Draftrecht von den Chicago Bears via San Francisco 49ers erhalten                                            |
| 4     | 112 | Chicago Bears        | Eddie Jackson                                                                            | Safety                                                                                   | Alabama                                                                                  | Draftrecht von den Los Angeles Rams erhalten                                                                 |
| 4     | 113 | Los Angeles Chargers | Rayshawn Jenkins                                                                         | Safety                                                                                   | Miami                                                                                    | |
| 4     | 114 | Washington Redskins  | Samaje Perine                                                                            | Runningback                                                                              | Oklahoma                                                                                 | Draftrecht von den New York Jets erhalten                                                                    |
| 4     | 115 | Arizona Cardinals    | Dorian Johnson                                                                           | Guard                                                                                    | Pittsburgh                                                                               | Draftrecht von den Carolina Panthers erhalten                                                                |
| 4     | 116 | Cincinnati Bengals   | Carl Lawson                                                                              | Defensive End                                                                            | Auburn                                                                                   | |
| 4     | 117 | Los Angeles Rams     | Josh Reynolds                                                                            | Wide Receiver                                                                            | Texas A&M                                                                                | Draftrecht von den Buffalo Bills via Chicago Bears erhalten                                                  |
| 4     | –   | New England Patriots | Nach der Deflategate zur Strafe aberkannt Draftrecht von den New Orleans Saints erhalten | Nach der Deflategate zur Strafe aberkannt Draftrecht von den New Orleans Saints erhalten | Nach der Deflategate zur Strafe aberkannt Draftrecht von den New Orleans Saints erhalten | Nach der Deflategate zur Strafe aberkannt Draftrecht von den New Orleans Saints erhalten                     |
| 4     | 118 | Philadelphia Eagles  | Mack Hollins                                                                             | Wide Receiver                                                                            | North Carolina                                                                           | |
| 4     | 119 | Chicago Bears        | Tarik Cohen                                                                              | Runningback                                                                              | North Carolina A&T                                                                       | Draftrecht von den Arizona Cardinals erhalten                                                                |
| 4     | 120 | Minnesota Vikings    | Ben Gedeon                                                                               | Linebacker                                                                               | Michigan                                                                                 | |
| 4     | 121 | San Francisco 49ers  | Joe Williams                                                                             | Runningback                                                                              | Utah                                                                                     | Draftrecht von den Indianapolis Colts erhalten                                                               |
| 4     | 122 | Baltimore Ravens     | Nico Siragusa                                                                            | Guard                                                                                    | San Diego State                                                                          | |
| 4     | 123 | Washington Redskins  | Montae Nicholson                                                                         | Safety                                                                                   | Michigan State                                                                           | |
| 4     | 124 | Detroit Lions        | Jalen Reeves-Maybin                                                                      | Linebacker                                                                               | Tennessee                                                                                | Draftrecht von den Tennessee Titans via New England Patriots erhalten                                        |
| 4     | 125 | Los Angeles Rams     | Samson Ebukam                                                                            | Linebacker                                                                               | Eastern Washington                                                                       | Draftrecht von den Tampa Bay Buccaneers via New York Jets erhalten                                           |
| 4     | 126 | Cleveland Browns     | Howard Wilson                                                                            | Cornerback                                                                               | Houston                                                                                  | Draftrecht von den Denver Broncos erhalten                                                                   |
| 4     | 127 | Detroit Lions        | Michael Roberts                                                                          | Tight End                                                                                | Toledo                                                                                   | |
| 4     | 128 | Cincinnati Bengals   | Josh Malone                                                                              | Wide Receiver                                                                            | Tennessee                                                                                | Draftrecht von den Miami Dolphins via Minnesota Vikings erhalten                                             |
| 4     | 129 | Oakland Raiders      | David Sharpe                                                                             | Tackle                                                                                   | Florida                                                                                  | |
| 4     | 130 | Houston Texans       | Julién Davenport                                                                         | Tackle                                                                                   | Bucknell                                                                                 | |
| 4     | 131 | New England Patriots | Deatrich Wise                                                                            | Defensive End                                                                            | Arkansas                                                                                 | Draftrecht von den Seattle Seahawks erhalten                                                                 |
| 4     | 132 | Philadelphia Eagles  | Donnel Pumphrey                                                                          | Runningback                                                                              | San Diego State                                                                          | Draftrecht von den Kansas City Chiefs via Minnesota Vikings erhalten                                         |
| 4     | 133 | Dallas Cowboys       | Ryan Switzer                                                                             | Wide Receiver                                                                            | North Carolina                                                                           | |
| 4     | 134 | Green Bay Packers    | Jamaal Williams                                                                          | Runningback                                                                              | BYU                                                                                      | |
| 4     | 135 | Pittsburgh Steelers  | Joshua Dobbs                                                                             | Quarterback                                                                              | Tennessee                                                                                | |
| 4     | 136 | Atlanta Falcons      | Sean Harlow                                                                              | Guard                                                                                    | Oregon State                                                                             | |
| 4     | 137 | Indianapolis Colts   | Zach Banner                                                                              | Tackle                                                                                   | USC                                                                                      | Draftrecht von den New England Patriots erhalten                                                             |
| 4     | 138 | Cincinnati Bengals   | Ryan Glasgow                                                                             | Defensive Tackle                                                                         | Michigan                                                                                 | Compensatory Pick                                                                                            |
| 4     | 139 | Kansas City Chiefs   | Jehu Chesson                                                                             | Wide Receiver                                                                            | Michigan                                                                                 | Draftrecht von den Cleveland Browns via Philadelphia Eagles und Minnesota Vikings erhalten Compensatory Pick |
| 4     | 140 | New York Giants      | Wayne Gallman                                                                            | Runningback                                                                              | Clemson                                                                                  | Draftrecht nach dem illegalen Einsatz von Walkie Talkies um 12 Positionen verschoben                         |
| 4     | 141 | New York Jets        | Chad Hansen                                                                              | Wide Receiver                                                                            | Cal                                                                                      | Draftrecht von den Los Angeles Rams erhalten Compensatory Pick                                               |
| 4     | 142 | Houston Texans       | Carlos Watkins                                                                           | Defensive Tackle                                                                         | Clemson                                                                                  | Compensatory Pick Draftrecht von den Cleveland Browns erhalten                                               |
| 4     | 143 | Indianapolis Colts   | Marlon Mack                                                                              | Runningback                                                                              | South Florida                                                                            | Draftrecht von den San Francisco 49ers erhalten Compensatory Pick                                            |
| 4     | 144 | Indianapolis Colts   | Grover Stewart                                                                           | Defensive Tackle                                                                         | Albany State                                                                             | Compensatory Pick                                                                                            |
| 5     | 145 | Denver Broncos       | Jake Butt                                                                                | Tight End                                                                                | Michigan                                                                                 | Draftrecht von den Cleveland Browns erhalten                                                                 |
| 5     | 146 | San Francisco 49ers  | George Kittle                                                                            | Tight End                                                                                | Iowa                                                                                     | |
| 5     | 147 | Chicago Bears        | Jordan Morgan                                                                            | Guard                                                                                    | Kutztown                                                                                 | |
| 5     | 148 | Jacksonville Jaguars | Blair Brown                                                                              | Linebacker                                                                               | Ohio                                                                                     | |
| 5     | 149 | Atlanta Falcons      | Damontae Kazee                                                                           | Cornerback                                                                               | San Diego State                                                                          | Draftrecht von den Los Angeles Rams via Buffalo Bills erhalten                                               |
| 5     | 150 | New York Jets        | Jordan Leggett                                                                           | Tight End                                                                                | Clemson                                                                                  | |
| 5     | 151 | Los Angeles Chargers | Desmond King                                                                             | Cornerback                                                                               | Iowa                                                                                     | |
| 5     | 152 | Carolina Panthers    | Corn Elder                                                                               | Cornerback                                                                               | Miami                                                                                    | |
| 5     | 153 | Cincinnati Bengals   | Jake Elliott                                                                             | Kicker                                                                                   | Memphis                                                                                  | |
| 5     | 154 | Washington Redskins  | Jeremy Sprinkle                                                                          | Tight End                                                                                | Arkansas                                                                                 | Draftrecht von den New Orleans Saints erhalten                                                               |
| 5     | 155 | Tennessee Titans     | Jayon Brown                                                                              | Linebacker                                                                               | UCLA                                                                                     | Draftrecht von den Philadelphia Eagles erhalten                                                              |
| 5     | 156 | Atlanta Falcons      | Brian Hill                                                                               | Runningback                                                                              | Wyoming                                                                                  | Draftrecht von den Buffalo Bills erhalten                                                                    |
| 5     | 157 | Arizona Cardinals    | Will Holden                                                                              | Tackle                                                                                   | Vanderbilt                                                                               | |
| 5     | 158 | Indianapolis Colts   | Nate Hairston                                                                            | Cornerback                                                                               | Temple                                                                                   | |
| 5     | 159 | Baltimore Ravens     | Jermaine Eluemunor                                                                       | Tackle                                                                                   | Texas A&M                                                                                | |
| 5     | 160 | Cleveland Browns     | Roderick Johnson                                                                         | Tackle                                                                                   | Florida State                                                                            | Draftrecht von den Minnesota Vikings via New York Jets erhalten                                              |
| 5     | 161 | Indianapolis Colts   | Anthony Walker                                                                           | Linebacker                                                                               | Northwestern                                                                             | Draftrecht von den Washington Redskins via San Francisco 49ers erhalten                                      |
| 5     | 162 | Tampa Bay Buccaneers | Jeremy McNichols                                                                         | Runningback                                                                              | Boise State                                                                              | |
| 5     | 163 | Buffalo Bills        | Matt Milano                                                                              | Linebacker                                                                               | Boston                                                                                   | Draftrecht von den Denver Broncos via New England Patriots erhalten                                          |
| 5     | 164 | Miami Dolphins       | Isaac Asiata                                                                             | Guard                                                                                    | Utah                                                                                     | Draftrecht von den Tennessee Titans via Philadelphia Eagles erhalten                                         |
| 5     | 165 | Detroit Lions        | Jamal Agnew                                                                              | Cornerback                                                                               | San Diego                                                                                | |
| 5     | 166 | Philadelphia Eagles  | Shelton Gibson                                                                           | Wide Receiver                                                                            | West Virginia                                                                            | Draftrecht von den Miami Dolphins erhalten                                                                   |
| 5     | 167 | New York Giants      | Avery Moss                                                                               | Defensive End                                                                            | Youngstown State                                                                         | |
| 5     | 168 | Oakland Raiders      | Marquel Lee                                                                              | Linebacker                                                                               | Wake Forest                                                                              | |
| 5     | 169 | Houston Texans       | Treston Decoud                                                                           | Cornerback                                                                               | Oregon State                                                                             | |
| 5     | –   | Seattle Seahawks     | Nach Verstößen gegen Gewerkschaftsvereinbarungen zur Strafe aberkannt                    | Nach Verstößen gegen Gewerkschaftsvereinbarungen zur Strafe aberkannt                    | Nach Verstößen gegen Gewerkschaftsvereinbarungen zur Strafe aberkannt                    | Nach Verstößen gegen Gewerkschaftsvereinbarungen zur Strafe aberkannt                                        |
| 5     | 170 | Minnesota Vikings    | Rodney Adams                                                                             | Wide Receiver                                                                            | South Florida                                                                            | Draftrecht von den Kansas City Chiefs erhalten                                                               |
| 5     | 171 | Buffalo Bills        | Nathan Peterman                                                                          | Quarterback                                                                              | Pittsburgh                                                                               | Draftrecht von den Dallas Cowboys erhalten                                                                   |
| 5     | 172 | Denver Broncos       | Isaiah McKenzie                                                                          | Wide Receiver                                                                            | Georgia                                                                                  | Draftrecht von den Green Bay Packers erhalten                                                                |
| 5     | 173 | Pittsburgh Steelers  | Brian Allen                                                                              | Cornerback                                                                               | Utah                                                                                     | |
| 5     | 174 | Atlanta Falcons      | Eric Saubert                                                                             | Tight End                                                                                | Drake                                                                                    | |
| 5     | 175 | Green Bay Packers    | Deangelo Yancey                                                                          | Wide Receiver                                                                            | Purdue                                                                                   | Draftrecht von den New England Patriots via Cleveland Browns und Denver Broncos erhalten                     |
| 5     | 176 | Cincinnati Bengals   | J.J. Dielman                                                                             | Center                                                                                   | Utah                                                                                     | Compensatory Pick                                                                                            |
| 5     | 177 | San Francisco 49ers  | Trent Taylor                                                                             | Wide Receiver                                                                            | Louisiana Tech                                                                           | Draftrecht von den Denver Broncos erhalten Compensatory Pick                                                 |
| 5     | 178 | Miami Dolphins       | Davon Godchaux                                                                           | Defensive Tackle                                                                         | LSU                                                                                      | Compensatory Pick                                                                                            |
| 5     | 179 | Arizona Cardinals    | T.J. Logan                                                                               | Runningback                                                                              | North Carolina                                                                           | Compensatory Pick                                                                                            |
| 5     | 180 | Minnesota Vikings    | Danny Isidora                                                                            | Guard                                                                                    | Miami                                                                                    | Draftrecht von den Kansas City Chiefs erhalten Compensatory Pick                                             |
| 5     | 181 | New York Jets        | Dylan Donahue                                                                            | Defensive End                                                                            | West Georgia                                                                             | Draftrecht von den Cleveland Browns erhalten Compensatory Pick                                               |
| 5     | 182 | Green Bay Packers    | Aaron Jones                                                                              | Runningback                                                                              | UTEP                                                                                     | Compensatory Pick                                                                                            |
| 5     | 183 | Kansas City Chiefs   | Ukeme Eligwe                                                                             | Linebacker                                                                               | Georgia Southern                                                                         | Draftrecht von den New England Patriots erhalten Compensatory Pick                                           |
| 5     | 184 | Philadelphia Eagles  | Nathan Gerry                                                                             | Safety                                                                                   | Nebraska                                                                                 | Draftrecht von den Miami Dolphins erhalten Compensatory Pick                                                 |
| 6     | 185 | Cleveland Browns     | Caleb Brantley                                                                           | Defensive Tackle                                                                         | Florida                                                                                  | |
| 6     | 186 | Baltimore Ravens     | Chuck Clark                                                                              | Safety                                                                                   | Virginia Tech                                                                            | Draftrecht von den San Francisco 49ers erhalten                                                              |
| 6     | 187 | Seattle Seahawks     | Mike Tyson                                                                               | Safety                                                                                   | Cincinnati                                                                               | Draftrecht von den Jacksonville Jaguars erhalten                                                             |
| 6     | 188 | New York Jets        | Elijah McGuire                                                                           | Runningback                                                                              | Louisiana Lafayette                                                                      | Draftrecht von den Houston Texans via Cleveland Browns erhalten                                              |
| 6     | 189 | Los Angeles Rams     | Tanzel Smart                                                                             | Defensive Tackle                                                                         | Tulane                                                                                   | |
| 6     | 190 | Los Angeles Chargers | Sam Tevi                                                                                 | Tackle                                                                                   | Utah                                                                                     | |
| 6     | 191 | Dallas Cowboys       | Xavier Woods                                                                             | Safety                                                                                   | Louisiana Tech                                                                           | Draftrecht von den New York Jets erhalten                                                                    |
| 6     | 192 | Carolina Panthers    | Alexander Armah                                                                          | Defensive End                                                                            | West Georgia                                                                             | |
| 6     | 193 | Cincinnati Bengals   | Jordan Evans                                                                             | Linebacker                                                                               | Oklahoma                                                                                 | |
| 6     | 194 | Miami Dolphins       | Vincent Taylor                                                                           | Defensive Tackle                                                                         | Oklahoma State                                                                           | Draftrecht von den Philadelphia Eagles erhalten                                                              |
| 6     | 195 | Buffalo Bills        | Tanner Vallejo                                                                           | Linebacker                                                                               | Boise State                                                                              | |
| 6     | 196 | New Orleans Saints   | Al-Quadin Muhammad                                                                       | Defensive End                                                                            | Miami                                                                                    | |
| 6     | 197 | New York Jets        | Jeremy Clark                                                                             | Cornerback                                                                               | Michigan                                                                                 | Draftrecht von den Arizona Cardinals via Chicago Bears und Los Angeles Rams erhalten                         |
| 6     | 198 | San Francisco 49ers  | D. J. Jones                                                                              | Defensive Tackle                                                                         | Ole Miss                                                                                 | Draftrecht von den Baltimore Ravens erhalten                                                                 |
| 6     | 199 | Washington Redskins  | Chase Roullier                                                                           | Center                                                                                   | Wyoming                                                                                  | Draftrecht von den Minnesota Vikings erhalten                                                                |
| 6     | 200 | New York Giants      | Adam Bisnowaty                                                                           | Guard                                                                                    | Pittsburgh                                                                               | Draftrecht von den Indianapolis Colts via New England Patriots und Tennessee Titans erhalten                 |
| 6     | 201 | Minnesota Vikings    | Bucky Hodges                                                                             | Tight End                                                                                | Virginia Tech                                                                            | Draftrecht von den Washington Redskins erhalten                                                              |
| 6     | 202 | San Francisco 49ers  | Pita Taumoepenu                                                                          | Defensive End                                                                            | Utah                                                                                     | Draftrecht von den Denver Broncos erhalten                                                                   |
| 6     | 203 | Denver Broncos       | De’Angelo Henderson                                                                      | Runningback                                                                              | Coastal Carolina                                                                         | Draftrecht von den Tennessee Titans erhalten                                                                 |
| 6     | 204 | New York Jets        | Derrick Jones                                                                            | Cornerback                                                                               | Ole Miss                                                                                 | Draftrecht von den Tampa Bay Buccaneers erhalten                                                             |
| 6     | 205 | Detroit Lions        | Jeremiah Ledbetter                                                                       | Defensive End                                                                            | Arkansas                                                                                 | |
| 6     | 206 | Los Angeles Rams     | Sam Rogers                                                                               | Fullback                                                                                 | Virginia Tech                                                                            | Draftrecht von den Miami Dolphins erhalten                                                                   |
| 6     | 207 | Cincinnati Bengals   | Brandon Wilson                                                                           | Cornerback                                                                               | Houston                                                                                  | Draftrecht von den New York Giants erhalten                                                                  |
| 6     | 208 | Arizona Cardinals    | Jonathan Ford                                                                            | Safety                                                                                   | Auburn                                                                                   | Draftrecht von den Oakland Raiders erhalten                                                                  |
| 6     | 209 | Washington Redskins  | Robert Davis                                                                             | Wide Receiver                                                                            | Georgia State                                                                            | Draftrecht von den Houston Texans erhalten                                                                   |
| 6     | 210 | Seattle Seahawks     | Justin Senior                                                                            | Tackle                                                                                   | Mississippi State                                                                        | |
| 6     | –   | Kansas City Chiefs   | Nach Verstößen gegen die Anti-Manipulationspolitik zur Strafe aberkannt                  | Nach Verstößen gegen die Anti-Manipulationspolitik zur Strafe aberkannt                  | Nach Verstößen gegen die Anti-Manipulationspolitik zur Strafe aberkannt                  | Nach Verstößen gegen die Anti-Manipulationspolitik zur Strafe aberkannt                                      |
| 6     | 211 | New England Patriots | Conor McDermott                                                                          | Tackle                                                                                   | UCLA                                                                                     | Draftrecht von den Dallas Cowboys erhalten                                                                   |
| 6     | 212 | Green Bay Packers    | Kofi Amichia                                                                             | Tackle                                                                                   | South Florida                                                                            | |
| 6     | 213 | Pittsburgh Steelers  | Colin Holba                                                                              | Long Snapper                                                                             | Louisville                                                                               | |
| 6     | 214 | Philadelphia Eagles  | Elijah Qualls                                                                            | Defensive Tackle                                                                         | Washington                                                                               | Draftrecht von den Atlanta Falcons via Tennessee Titans erhalten                                             |
| 6     | 215 | Detroit Lions        | Brad Kaaya                                                                               | Quarterback                                                                              | Miami                                                                                    | Draftrecht von den New England Patriots erhalten                                                             |
| 6     | 216 | Dallas Cowboys       | Marquez White                                                                            | Cornerback                                                                               | Florida State                                                                            | Draftrecht von den New England Patriots via Kansas City Chiefs erhalten Compensatory Pick                    |
| 6     | 217 | Tennessee Titans     | Corey Levin                                                                              | Guard                                                                                    | Chattanooga                                                                              | Draftrecht von den Cincinnati Bengals erhalten Compensatory Pick                                             |
| 6     | 218 | Kansas City Chiefs   | Leon McQuay III                                                                          | Safety                                                                                   | USC                                                                                      | Compensatory Pick                                                                                            |
| 7     | 219 | Minnesota Vikings    | Stacy Coley                                                                              | Wide Receiver                                                                            | Miami                                                                                    | Draftrecht von den Cleveland Browns via San Francisco 49ers erhalten                                         |
| 7     | 220 | Minnesota Vikings    | Ifeadi Odenigbo                                                                          | Defensive End                                                                            | Northwestern                                                                             | Draftrecht von den San Francisco 49ers erhalten                                                              |
| 7     | 221 | Oakland Raiders      | Shalom Luani                                                                             | Safety                                                                                   | Washington                                                                               | Draftrecht von den Chicago Bears erhalten                                                                    |
| 7     | 222 | Jacksonville Jaguars | Jalen Myrick                                                                             | Cornerback                                                                               | Minnesota                                                                                | |
| 7     | 223 | Tampa Bay Buccaneers | Stevie Tu’Ikolovatu                                                                      | Defensive Tackle                                                                         | USC                                                                                      | Draftrecht von den Los Angeles Rams via Miami Dolphins erhalten                                              |
| 7     | 224 | Cleveland Browns     | Zane Gonzalez                                                                            | Kicker                                                                                   | Arizona State                                                                            | Draftrecht von den New York Jets erhalten                                                                    |
| 7     | 225 | Los Angeles Chargers | Isaac Rochell                                                                            | Defensive End                                                                            | Notre Dame                                                                               | |
| 7     | 226 | Seattle Seahawks     | David Moore                                                                              | Wide Receiver                                                                            | East Central                                                                             | Draftrecht von den Carolina Panthers erhalten                                                                |
| 7     | 227 | Tennessee Titans     | Josh Carraway                                                                            | Linebacker                                                                               | TCU                                                                                      | Draftrecht von den Cincinnati Bengals erhalten                                                               |
| 7     | 228 | Dallas Cowboys       | Joey Ivie                                                                                | Defensive Tackle                                                                         | Florida                                                                                  | Draftrecht von den Buffalo Bills erhalten                                                                    |
| 7     | 229 | San Francisco 49ers  | Adrian Colbert                                                                           | Safety                                                                                   | Miami                                                                                    | Draftrecht von den New Orleans Saints erhalten                                                               |
| 7     | 230 | Washington Redskins  | Josh Harvey-Clemons                                                                      | Safety                                                                                   | Louisville                                                                               | Draftrecht von den Philadelphia Eagles erhalten                                                              |
| 7     | 231 | Oakland Raiders      | Jylan Ware                                                                               | Tackle                                                                                   | Alabama State                                                                            | Draftrecht von den Arizona Cardinals erhalten                                                                |
| 7     | 232 | Minnesota Vikings    | Elijah Lee                                                                               | Linebacker                                                                               | Kansas State                                                                             | |
| 7     | 233 | Carolina Panthers    | Harrison Butker                                                                          | Kicker                                                                                   | Georgia Tech                                                                             | Draftrecht von den Indianapolis Colts via Cleveland Browns erhalten                                          |
| 7     | 234 | Los Angeles Rams     | Ejuan Price                                                                              | Linebacker                                                                               | Pittsburgh                                                                               | Draftrecht von den Baltimore Ravens erhalten                                                                 |
| 7     | 235 | Washington Redskins  | Josh Holsey                                                                              | Cornerback                                                                               | Auburn                                                                                   | |
| 7     | 236 | Tennessee Titans     | Brad Seaton                                                                              | Tackle                                                                                   | Villanova                                                                                | |
| 7     | 237 | Tampa Bay Buccaneers | Isaiah Ford                                                                              | Wide Receiver                                                                            | Virginia Tech                                                                            | |
| 7     | 238 | Green Bay Packers    | Devante Mays                                                                             | Runningback                                                                              | Utah State                                                                               | Draftrecht von den Denver Broncos erhalten                                                                   |
| 7     | 239 | Dallas Cowboys       | Noah Brown                                                                               | Wide Receiver                                                                            | Ohio State                                                                               | Draftrecht von den Detroit Lions via New England Patriots erhalten                                           |
| 7     | 240 | Jacksonville Jaguars | Marquez Williams                                                                         | Fullback                                                                                 | Miami                                                                                    | Draftrecht von den Miami Dolphins erhalten                                                                   |
| 7     | 241 | Tennessee Titans     | Khalfani Muhammad                                                                        | Runningback                                                                              | California                                                                               | Draftrecht von den New York Giants erhalten                                                                  |
| 7     | 242 | Oakland Raiders      | Elijah Hood                                                                              | Runningback                                                                              | North California                                                                         | |
| 7     | 243 | Houston Texans       | Kyle Fuller                                                                              | Center                                                                                   | Baylor                                                                                   | |
| 7     | 244 | Oakland Raiders      | Treyvon Hester                                                                           | Defensive Tackle                                                                         | Toledo                                                                                   | Draftrecht von den Seattle Seahawks erhalten                                                                 |
| 7     | 245 | Minnesota Vikings    | Jack Tocho                                                                               | Cornerback                                                                               | NC State                                                                                 | Draftrecht von den Kansas City Chiefs erhalten                                                               |
| 7     | 246 | Dallas Cowboys       | Jordan Carrell                                                                           | Defensive Tackle                                                                         | Colorado                                                                                 | |
| 7     | 247 | Green Bay Packers    | Malachi Dupre                                                                            | Wide Receiver                                                                            | LSU                                                                                      | |
| 7     | 248 | Pittsburgh Steelers  | Keion Adams                                                                              | Defensive End                                                                            | Western Michigan                                                                         | |
| 7     | 249 | Seattle Seahawks     | Chris Carson                                                                             | Runningback                                                                              | Oklahoma State                                                                           | Draftrecht von den Atlanta Falcons erhalten                                                                  |
| 7     | 250 | Detroit Lions        | Pat O’Connor                                                                             | Defensive End                                                                            | Eastern Michigan                                                                         | Draftrecht von den New England Patriots erhalten                                                             |
| 7     | 251 | Cincinnati Bengals   | Mason Schreck                                                                            | Tight End                                                                                | Buffalo                                                                                  | Compensatory Pick                                                                                            |
| 7     | 252 | Cleveland Browns     | Matthew Dayes                                                                            | Runningback                                                                              | NC State                                                                                 | Draftrecht von den Denver Broncos erhalten Compensatory Pick                                                 |
| 7     | 253 | Denver Broncos       | Chad Kelly                                                                               | Quarterback                                                                              | Ole Miss                                                                                 | Compensatory Pick                                                                                            |

## Pro Bowler
Bislang gingen aus dem Draft 2017 21 Pro Bowler hervor.
| Spieler             | Pro Bowls        |
| ------------------- | ---------------- |
| Budda Baker         | 2017, 2019, 2020 |
| Alvin Kamara        | 2017, 2019, 2020 |
| Marshon Lattimore   | 2017, 2019, 2020 |
| Jamal Adams         | 2018, 2019, 2020 |
| Patrick Mahomes     | 2018, 2019, 2020 |
| Deshaun Watson      | 2018, 2019, 2020 |
| Eddie Jackson       | 2018, 2019       |
| George Kittle       | 2018, 2019       |
| Myles Garrett       | 2018, 2020       |
| Dalvin Cook         | 2019, 2020       |
| Marlon Humphrey     | 2019, 2020       |
| Tre’Davious White   | 2019, 2020       |
| T. J. Watt          | 2019, 2020       |
| Kareem Hunt         | 2017             |
| Tarik Cohen         | 2018             |
| James Conner        | 2018             |
| Chris Godwin        | 2019             |
| Kenny Golladay      | 2019             |
| Shaquill Griffin    | 2019             |
| Christian McCaffrey | 2019             |
| Jaylon Smith        | 2019             |
| Evan Engram         | 2020             |
| Aaron Jones         | 2020             |
| Younghoe Koo        | 2020             |
| Patrick Ricard      | 2020             |